# Georgiens finansministerium
Finansministeriet (georgiska: საქართველოს ფინანსთა სამინისტრო, Sakartvelos pinansta saministro) är den georgiska regeringens organ i ekonomiska frågor och landets finansiella sektor. Nuvarande finansminister är Ivane Matjavariani.

## Ministrar
- Davit Onoprisjvili, 1998–2000
- Zurab Noghaideli, 2000–2001
- Mirian Gogiasjvili, 2002
- Zurab Noghaideli, 2003–2005
- Valeri Tjetjelasjvili, 2005
- Aleksi Aleksisjvili, 2005–2007
- Nika Gilauri, 30 augusti 2007 – 6 februari 2009
- Kacha Baindurasjvili, 6 februari 2009 – 17 juni 2011
- Dimitri Gvindadze, 20 juni 2011 – 13 augusti 2012
- Aleksandre Chetaguri, 13 augusti 2012 – 25 oktober 2012
- Nodar Chaduri, 25 oktober 2012 – november 2016
- Dimitri Kumsisjvili, 22 november 2016 – 13 november 2017
- Mamuka Bachtadze, 13 november 2017 – 13 juni 2018
- Nikoloz Gagua, 21 juni 2018 – 12 juli 2018
- Ivane Matjavariani, 12 juli 2018 –